# Park Avenue Railroad Bridge
De Park Avenue Railroad Bridge is een stalen hefbrug in New York over de rivier de Harlem tussen The Bronx en het noordeinde van Manhattan. De Metro-North Railroad exploiteert de spoorweg en beheert de brug en duidt deze aan als de Harlem River Lift Bridge hoewel die naamgeving verwarring geven omdat dezelfde naam ook gebruikt wordt voor een brug aan de monding van de Harlem River. Over de brug rijden treinen van de Hudson Line, de Harlem Line en de New Haven Line van de Metro-North Railroad van Grand Central Terminal sinds 1956 naar The Bronx. De treinen uit New York gaan vandaar over het voorstadspoorwegnet verder naar onder meer Poughkeepsie en Port Jervis in de staat New York, en naar New Canaan en New Haven in Connecticut.

## Geschiedenis
De brug is de vierde spoorbrug op de locatie en werd tussen 1954 en 1956 gebouwd voor 18,5 miljoen dollar in opdracht van de New York Central Railroad. Bij de fusie in 1968 ging de brug over naar de fusiemaatschappij, de Penn Central Railroad, in 1976 naar de Consolidated Rail Corporation en in 1983 naar de Metro-North Railroad van de MTA.
De eerste brug kwam er in 1841 op last van de New York and Harlem Railroad. De houten brug werd in 1867 vervangen door een ijzeren versie. Door de grondige uitdieping en verbreding van de Harlem River op last van het United States Department of War en het graven van het Harlem River Ship Canal diende de brug opnieuw vervangen te worden. In 1897 volgde een derde brug, een draaibrug die een hogere vrije doorvaart toeliet, ook in gesloten stand.
De brug was vroeger een belangrijk obstakel voor de scheepvaart. Rond 1955 moest hij meer dan tien maal per dag worden geopend. In 2015 was dat gedaald tot ongeveer tien heffingen per jaar.

## Renovatie
Van november 2014 tot maart 2015 tot werd de brug grondig gerenoveerd. Tegen een kostprijs van 47,2 miljoen dollar werden de kabels, het elektrisch controlesysteem, de elektrische bekabeling en de stroomvoorziening voor de derde rail vernieuwd. Tijdens het werk bleef het treinverkeer doorrijden, 700 treinen per dag. Alle werk wat niet kon gebeuren gedurende het treinverkeer werd verricht tussen kwart na twee en kwart voor vijf in de nacht. De brug bleef tijdens de vijf maanden van de renovatie gesloten voor scheepsverkeer dat niet onder de gesloten hefbrug door kon.
Tijdens de renovatie werden de trekkabels bestaande uit in olie gedrenkte hennep omwonden met metaaldraad, vervangen door kabels met polypropeen kern waarrond metaaldraad werd geweven. De 128 kabels heffen rond de katrollen de contragewichten met een gewicht van 800 ton. Een technische ruimte, die deels onder water liep tijdens orkaan Sandy in 2012, waardoor verschillende installaties leden onder corrosie, werd vernieuwd. De installaties werden hoger geplaatst en de ruimte waterdicht gemaakt. In de controlekamer werden de knoppen en hendels van de besturing vervangen door touchscreens van computers.